# دانشگاه جنوب
دانشگاه جنوبی (SUBR یا SU) یک دانشگاه دولتی در باتون روژ، لوئیزیانا است. این بزرگ‌ترین کالج یا دانشگاه سیاهپوست تاریخی (HBCU) در لوئیزیانا و مؤسسه شاخص سیستم دانشگاه جنوبی است.
۱۳ تیم دو و میدانی بین دانشگاهی دانشگاه جنوبی به نام جگوارها شناخته می‌شوند و اعضای کنفرانس ورزش جنوب غربی (SWAC) دران‌سی‌ای‌ای بخش یکم هستند.